# زاوية سيدي بوشعيب
زاوية سيدي بوشعيب أو زاوية عين مران هي إحدى الزوايا في الجزائر الواقعة في بلدية عين مران بدائرة عين مران ضمن ولاية الشلف وجبال الظهرة وسهل الشلف، والتابعة لمنهاج الطريقة الرحمانية.

## التأسيس
تم تأسيس زاوية سيدي بوشعيب خلال القرن التاسع عشر الميلادي من طرف سيدي بوشعيب (1815م-1923م) أجل التربية والتعليم في أعالي بلدية عين مران في جبال الظهرة، وكانت بمثابة منارة استضاء بها أهل سهل الشلف وسهل خميس مليانة لعقود.
وكانت هذه المنطقة زاخرة بالعديد من الزوايا التي من بينها «زاوية سيدي أمحمد بن علي» بالأبيض مجاجة، و«زاوية عتبة بن عتبة» بالشلف، و«زاوية سيدي الشعيبي» بتنس، و«زاوية سيدي صالح» بالحجاج، و«زاوية الشعابنية» بتاوقريت، و«زاوية سيدي الخياطين» ببوقادير، و«زاوية سيدي مكراز» ببني بوعتاب، و«زاوية أولاد صالح» بسنجاس، و«زاوية سيدي خليفة الشارف» بصبحة.

## التصنيف السياحي
تم تصنيف زاوية سيدي بوشعيب باعتبارها معلما سياحيا من طرف «لجنة السياحة والصناعات التقليدية» في ولاية الشلف.
وصارت بذلك هذه الزاوية مُدرجة ضمن برنامج السياحة الشعائرية مع السياحة الثقافية في الجزائر.

## المهام

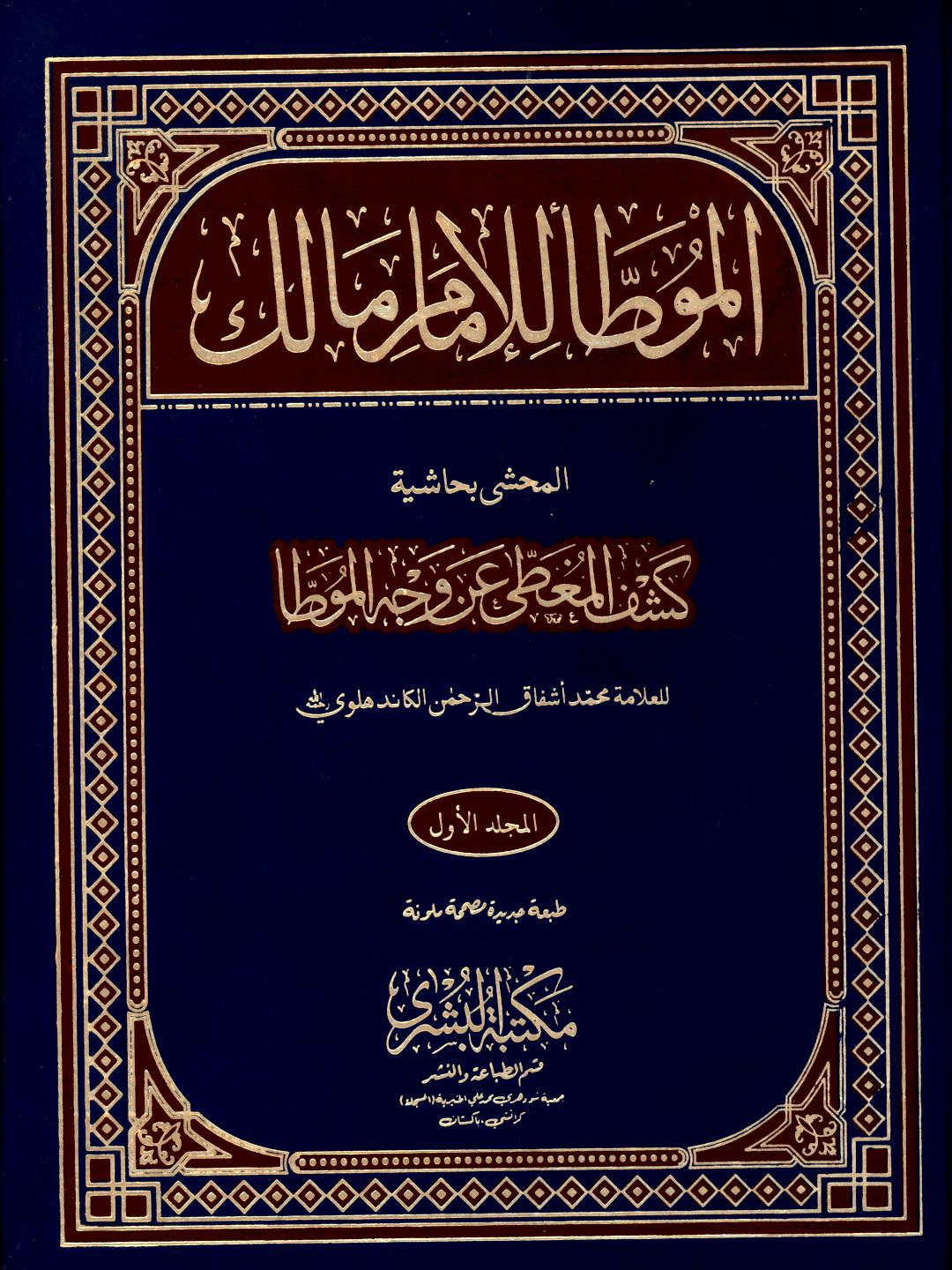
موطأ الإمام مالك

لعبت «زاوية سيدي بوشعيب» أدوارا تعليمية وتربوية هامة منذ نشأتها معتمدة في ذلك على المرجعية الدينية الجزائرية، وتخرج على يديها العديد من العلماء والمصلحين ساهمـوا في نشـر تعاليـم الإسلام، وقاومـوا حملات التبشير النصراني بقيادة الكنيسة الكاثوليكية التي باركت وصاحبت الحملة الفرنسية على الجزائر.
وتتمثل مهام الزاوية حاليا في تعليم وحفظ القرآن الكريم وفق رواية ورش عن نافع من طريق الإمام الأزرق وكذلك من طريق الإمام الأصبهاني، التي اعتمدتها أجيال الشعب الجزائري منذ أكثر من اثني عشر قرنا، بما يسمح بتخرج سنوي لعشرات الطلبة الحافظين للقرآن الكريم بأحكامه والحديث النبوي الشريف ومعلمي القرآن والمرشدات الدينيات.
ويُعتمد عليهم في تأطير مختلف مساجد ولاية الشلف وخارجها، خاصة في شهر رمضان بتزويد المساجد بالمقرئين، بالإضافة إلى نشاطات سنوية ستسهر إدارة الزاوية على إقامتها بشكل منتظم في المناسبات الدينية، كإحياء ذكرى المولد النبوي الشريف وغيرها.
ويندرج نشاط هذه الزاوية ضمن العديد من الزوايا والمدارس القرآنية وكتاتيب تعليم وحفظ القرآن وأحكامه والمساجد على تراب ولاية الشلف.

## أعلام الزاوية
- سيدي بوشعيب
- ميلود حسين عبد القادر[8]

## الموقع
تقع «زاوية سيدي بوشعيب» على بُعد 26 كلم من الشريط الساحلي لولاية الشلف، وعلى بعد 40 كلم جنوب غرب ميناء تنس، وعلى بعد 58 كلم شمال غرب سد وادي الفضة.
وهذا الموقع الرائع جنوب جبال الظهرة المطلة على وادي الشلف، يجعل منه موقعا استراتيجيا مقابلا للطريق الوطني رقم 19.
وتقع «زاوية سيدي بوشعيب» على بعد 32 كلم إلى الغرب من مدينة الشلف، وتطل على وادي الشلف.
وتوجد هذه الزاوية قرب مرتفعات جبال الظهرة.

### مواضيع ذات صلة
- المرجعية الدينية الجزائرية
- وزارة الشؤون الدينية الجزائرية
- الحزب الراتب: الحزاب - الباش حزاب - السلكة - الشيخ - المريد - الورد - الوارد
- الزوايا في الجزائر
- الطريقة الرحمانية
- زاوية سيدي أمحمد بن عبد الرحمن الأزهري
- زاوية سيدي بوسحاقي الزواوي
- زاوية أولاد بومرداس
- زاوية الحمامي
- زاوية سيدي بوخروبة
- زاوية الهامل
- محمد بن عبد الرحمن الأزهري
- طريقة صوفية
- صوفية
- تاريخ التصوف
- جبال الظهرة
- سهل الشلف[الفرنسية]
- ولاية الشلف
- دائرة عين مران
- بلدية عين مران
- محمد بن أبي القاسم الهاملي

### فايسبوك
- زاوية سيدي بوشعيب  على فيسبوك.

### فيديوهات
- "تلاوة جماعية للقرآن الكريم" في "زاوية سيدي بوشعيب" في 2017م على يوتيوب
- "تلاوة جماعية للقرآن الكريم" في "زاوية سيدي بوشعيب" في 2013م على يوتيوب
- "البُردة" في "زاوية سيدي بوشعيب" في 2013م على يوتيوب
- "مديح ديني" في "زاوية سيدي بوشعيب" في 2013م على يوتيوب
- "حضرة ومديح ديني" في "زاوية سيدي بوشعيب" في 2013م على يوتيوب
- "تلاوة جماعية للقرآن الكريم" في "زاوية سيدي بوشعيب" في 2014م على يوتيوب
- "مديح ديني" في "زاوية سيدي بوشعيب" في 2014م على يوتيوب
- "مديح ديني" في "زاوية سيدي بوشعيب" في 2016م على يوتيوب
- "الحضرة" في "زاوية سيدي بوشعيب" في 2017م على يوتيوب
- "الحضرة" في "زاوية سيدي بوشعيب" في 2017م على يوتيوب
- "قصيدة البُردة" في "زاوية سيدي بوشعيب" في 2017م على يوتيوب

### وصلات خارجية
- الموقع الرسمي لوزارة الشؤون الدينية والأوقاف الجزائرية